# Élections législatives sud-coréennes de 1978
Des élections législatives ont eu lieu en Corée du Sud le 12 décembre 1978
Le Parti républicain démocrate au pouvoir a remporté la victoire , remportant 68 des 154 sièges élus à l'Assemblée nationale, bien qu'il ait remporté moins de votes populaires que le Nouveau parti démocratique, un parti d' opposition .
Avec un tiers des sièges nommés par le président Park Chung-hee , le parti au pouvoir avait une supermajorité. Le taux de participation était de 77,1%

## Résultats
| Partis                              | Voix       | %    | Sièges | +/– |
| ----------------------------------- | ---------- | ---- | ------ | --- |
| Nouveau parti démocratique          | 4 861 204  | 32,8 | 61     | +9  |
| Parti républicain démocratique      | 4 695 995  | 31,7 | 68     | -5  |
| Parti de l'unification démocratique | 1 095 057  | 7,4  | 3      | +1  |
| Indépendants                        | 4 160 187  | 28,1 | 22     | +3  |
| Personnes nommées par le président  | -          | -    | 77     | +4  |
| Votes non valides / blancs          | 210 927    | -    | -      | -   |
| Total                               | 15 023 370 | 100  | 231    | +12 |
| Source: Nohlen et al.               |            |      |        |     |